# Championnats du monde de tennis de table 1931
 (janvier 2025).
Si vous disposez d'ouvrages ou d'articles de référence ou si vous connaissez des sites web de qualité traitant du thème abordé ici, merci de compléter l'article en donnant les références utiles à sa vérifiabilité et en les liant à la section « Notes et références ».
Navigation
Édition précédente Édition suivante
Les championnats du monde de tennis de table 1931, cinquième édition des championnats du monde de tennis de table, ont eu lieu du 10 au 15 février 1931 à Budapest, en Hongrie. Toutes les médailles d'or ont été remportées par des Hongrois.